# Saperda subscalaris
Saperda subscalaris là một loài bọ cánh cứng trong họ Cerambycidae.